# NGC 4945
NGC 4945 (také známá jako Caldwell 83) je spirální galaxie v souhvězdí Kentaura vzdálená přibližně 12,9 milionů světelných let. Objevil ji australský astronom James Dunlop v roce 1826. Na obloze se nachází ve střední části souhvězdí Kentaura, 4 stupně východně od hvězdy 3. magnitudy Gama Centauri a pouhých 20' východně od hvězdy 4,8. magnitudy ξ¹ Centauri. 4 stupně severovýchodně od ní leží výrazná, pouhým okem viditelná, kulová hvězdokupa Omega Centauri. Považuje se za podobnou Mléčné dráze, i když rentgenové pozorování ukazuje, že má neobvykle aktivní jádro Seyfertova typu 2, které může ukrývat velkou černou díru.

## Sousední galaxie
NGC 4945 je třetí nejjasnější galaxií ve skupině galaxií Centaurus A/M83, která leží blízko Místní skupiny galaxií. NGC 4945 je druhou nejjasnější v podskupině kolem galaxie Centaurus A.